# محوطه ملک بولاغی
محوطه ملک بولاغی مربوط به دوره ساسانیان است و در شهرستان ابهر، بخش سلطانیه، دهستان سلطانیه، روستای ویک واقع شده و این اثر در تاریخ ۲۶ دی ۱۳۸۶ با شمارهٔ ثبت ۲۰۵۱۸ به‌عنوان یکی از آثار ملی ایران به ثبت رسیده‌است.